# مقياس التفجرية

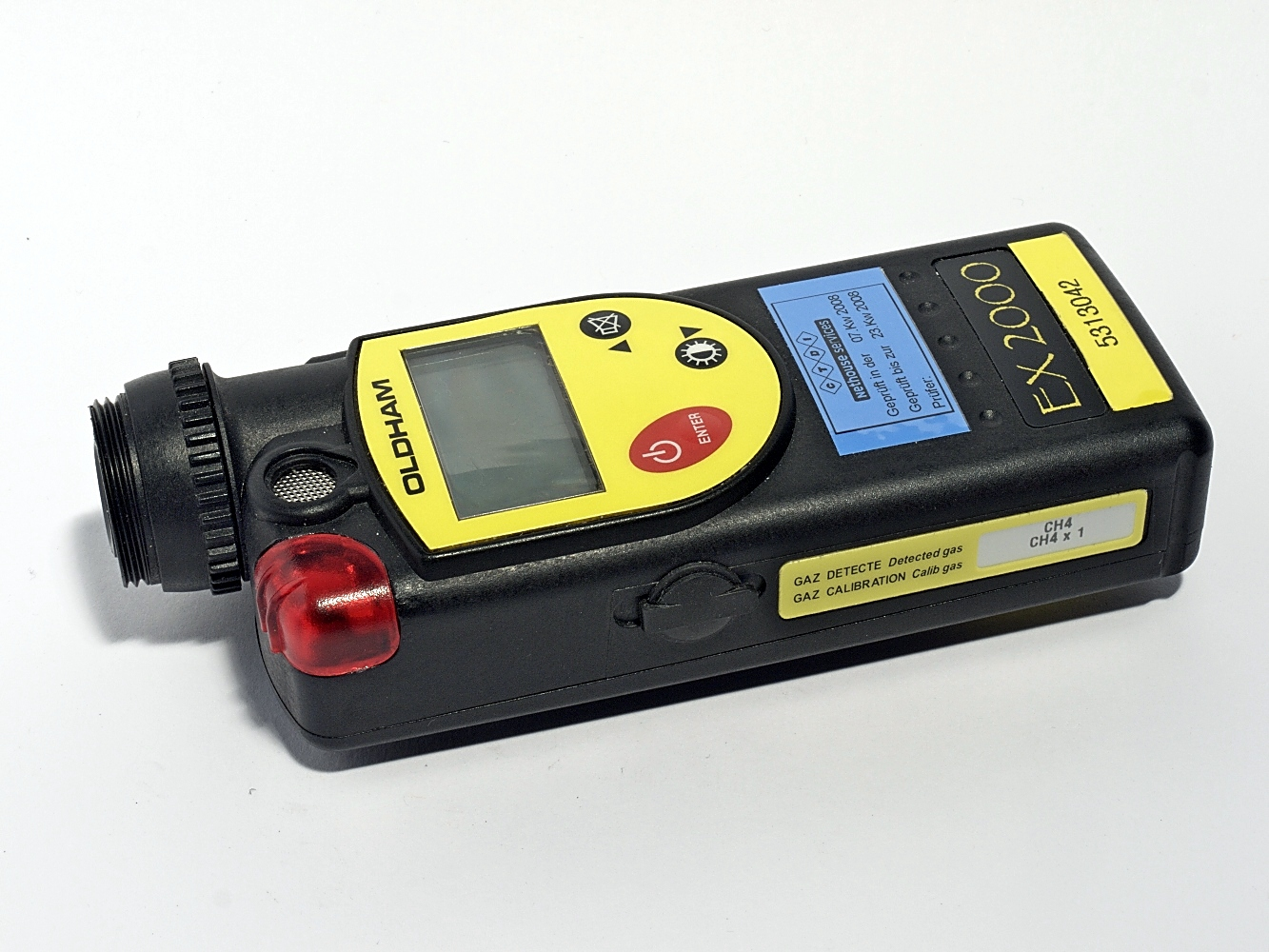
مقياس التفجرية محمول ماركة Oldham EX2000

مقياس التفجرية (بالإنجليزية: explosimeter) هو جهاز يستخدم لقياس كمية الغازات القابلة للاشتعال الموجودة في العينة. عندما يُتجاوز حد الانفجار الأدنى في الجو المحيط، يعطي الجهاز إشارة تنبيه. "Explosimeter" هي علامة تجارية مسجلة لشركة [[|MSA]]. نسخة محفوظة 31 مارس 2009 على موقع واي باك مشين.
يعمل الجهاز على مبدأ أن المقاومة تتناسب مع الحرارة. حيث يسخن سلك في الجهاز وتدخل عينة من الغاز على السلك الساخن. يحترق الغاز القابل للاحتراق بوجود السلك الساخن مما يزيد من المقاومة ويختل توازن جسر ويتستون، حيث يحول إلى قراءة. والجهاز مزود بمانع لعود الشرارة لمنع اشتعال العينة خارج الجهاز.
تكون قراءة الجهاز دقيقة فقط إذا كان الغاز المختبر ذو خصائص مشابهة للغاز المستخدم في معايرة الجهاز. ومعظم مقاييس التفجرية معايرة باستخدام الميثان، الهيدروجين.

## اقرأ أيضا
- متفجرات
- مولد ضغط التدفق يضخ بمتفجر